# Philodendron appendiculatum
Philodendron appendiculatum là một loài thực vật có hoa trong họ Ráy (Araceae). Loài này được Nadruz & Mayo miêu tả khoa học đầu tiên năm 1998.